# Kamil Pecela
Kamil Pecela (ur. 1984 w Oleśnie) – polski tłumacz literatury litewskiej, literaturoznawca.

## Życiorys
Ukończył studia na Wydziale Polonistyki Uniwersytetu Jagiellońskiego, po czym w 2015 roku doktoryzował się na macierzystej uczelni na podstawie pracy Twórczość Rafała Mackiewicza (Rapolasa Mackonisa) i życie literackie Wilna lat międzywojennych, która została wyróżniona III nagrodą im. Juliusza Bardacha Instytutu Wielkiego Księstwa Litewskiego w Kownie. Tłumaczył teksty m.in. Tomasa Venclovy, Leonidasa Donskisa czy Aleksandrasa Štromasa. Jego działalność na polu przekładu została doceniona dyplomem honorowym Instytutu Kultury Litwy i Nagrodą im. Algisa Kalėdy. Należy do Stowarzyszenia Tłumaczy Literatury i Stowarzyszenia Naukowców Polaków Litwy.
Jego żoną jest Małgorzata Stefanowicz-Pecela.

## Wybrane przekłady
- Herkus Kunčius, Obrazki litewskie, Warsztaty Kultury, 2019,
- Ričardas Gavelis, Wileński poker, Kolegium Europy Wschodniej im. Jana Nowaka Jeziorańskiego, 2019
- Dalia Grinkevičiūtė, Litwini nad Morzem Łaptiewów, Kolegium Europy Wschodniej im. Jana Nowaka-Jeziorańskiego we Wrocławiu, 2019
- Kristina Sabauliauskaitė, Silva rerum III, Wydawnictwo Literackie, 2021
- Daina Opolskaitė, Piramidy dni, Marpress, 2021
- Aleksandras Štromas, Horyzonty nowoczesności, Kolegium Europy Wschodniej im. Jana Nowaka Jeziorańskiego, 2021[1]